# Rivera (Argentina)
Rivera è una città dell'Argentina, parte del partido di Adolfo Alsina nella provincia di Buenos Aires, situata al confine con la provincia di La Pampa, a circa 45 km da Carhué e a 610 da Buenos Aires.
È stata fondata da ebrei immigrati da Russia, Polonia e da altre parti dell'Europa orientale all'inizio del XX secolo.

## Storia
Inizialmente il territorio apparteneva alla famiglia Leloir (il cui capostipite, Antonio, era un basco francese giunto a Buenos Aires dopo la caduta di Napoleone), che se ne era impadronita quando questo venne conquistato nel 1879.
Il 30 novembre 1904 Federico Rufino Leloir vendette l'appezzamento alla Jewish Colonization Association (JCA), con sede a Londra e gestita dal barone Moritz von Hirsch. L'associazione fu entusiasta di poter acquisire un territorio così vasto, presto servito da quattro linee ferroviarie che lo collegavano direttamente con Bahía Blanca, Buenos Aires e Mendoza, pur non considerando i contro derivanti dalla forte presenza di sabbia in un terreno ancora boschivo, situato in una regione prevalentemente secca e fredda. La JCA aveva acquisito questi spazi per accogliere gli ebrei perseguitati dallo zar Nicola II di Russia, che cercavano rifugio in diverse nazioni del mondo. I pogrom della Russia zarista avevano modificato i flussi migratori, aumentando l'afflusso di persone benestanti, che avevano accumulato piccole fortune nel commercio, unica attività permessa agli ebrei nell'impero russo.
I primi coloni giunsero così nell'aprile 1905 a Carhué con un treno speciale e, aiutati da loro compagni già presenti nelle colonie di Coronel Suárez, si misero in marcia verso le terre di Leloir, dove trovarono rifugio circa 48 famiglie, che iniziarono a dividersi i lotti, costruendo case e lavorando la terra. Le difficoltà climatiche, la scarsa piovosità e il vento forte contribuirono a dure condizioni di vita per i coloni, tuttavia il loro spirito di adattamento aiutò a far prosperare l'insediamento.Una svolta significativa fu data dall'attivazione nel 1908 della linea ferroviaria che collegava Bahía Blanca a Villa Mercedes prima e poi fino a Mendoza, con la stazione Rivera del chilometro 217 che divenne il centro vitale della colonia, sviluppando un paese in cui si insediarono i principali servizi. 
Gli anni '10 sono segnati dal progressivo incedere di un clima secco, caratterizzato da violente tempeste di sabbia che interrompevano o distruggevano i raccolti, come accaduto nell'estate del 1911, in una situazione resa più critica dalla richiesta della JCA che tutte le terre della colonia dovessero essere dedicate esclusivamente al grano. La situazione a partire dal 1920 migliorò con la chiusura della JCA e l'afflusso di nuovi immigrati in fuga dalla Polonia, che contribuirono a fondare la cooperativa de los Granjeros Unidos nel 1922, di vitale importanza per lo sviluppo della colonia, che raggiungerà i 2200 abitanti all'inizio degli anni '30.

## Monumenti e luoghi d'interesse

### Architetture religiose
- Chiesa parrocchiale di Santa Teresa del Bambin Gesù [1]

## Società

### Evoluzione demografica
La città ha una popolazione di 3 217 abitanti (Indec, 2010), rispetto ai 3 016 abitanti registrati nel 2001 (censimento precedente) si può osservare una crescita del numero di abitanti del 6,6%.
Abitanti censiti